# TVer

TVer標誌

TVer是日本的OTT服务平台，自2015年10月26日起上線，以「民營電視官方線上收看服務」（民放公式テレビ配信サービス）為號召，加盟台包括大多數民營台、獨立台及NHK。營運機構為日本10家主要無線電視台（在京民放5局、在阪民放5局）以及4家大型廣告公司（電通、博報堂DYMP、ADK、東急agency）合資成立的「株式會社Tver」（原・株式會社PresentCast）。其成立之目的，是为了应对Netflix等服务的竞争、以及打击非法的网络视频分发平台。

## 概述
用户可以登录TVer网址 （页面存档备份，存于）或者在移动终端上下载TVer应用程序 （页面存档备份，存于）收看日本电视台、朝日电视台、TBS电视台、富士电视台以及东京电视台各自每周提供的十档节目。每集节目播出后的七天内，观众都可以进行免费点播。
相對於服務性質類似的電台線上平台radiko，TVer沒有依用戶所在的廣播對象地域而限制收看台數，因此用戶可以收看TVer加盟台的所有節目；但TVer不開放日本境外使用，此與radiko相同。
目前，TVer的竞争对手包括Netflix以及Bonobo、Hulu、Gyao、U-NEXT等现有的OTT服务以及日本主要移动运营商SoftBank、NTTDocomo和KDDI的视频服务。

## 节目内容主要提供商
- 日本電視台
- 朝日電視台
- TBS電視台
- 富士電視台
- 東京電視台